# Баричка ада
Баричка ада (позната и као острво Спруд) је речно острво на Сави, у Београдском округу, која се налази у општини Обреновац, на 28 km од центра Београда. 
Баричка ада се протеже од ушћа реке Колубаре у Саву, средином Барича. Са своје северне стране преко реке Саве острво се граничи са обреновачким насељем Барич, док са своје јужне стране преко реке Саве се граничи са сурчинским насељем Бољевци.

## Карактеристике подручја
Баричка ада је дугачка око 2 km, а широка око 700. метара. Нетакнута природа краси ово острво, на којем се налази још и пешчана плажа која је створена од најситнијег песка, на западном делу острва. Источни део острва је у потпуности под шумом. Рукавац између острва и Бољеваца лети има изузетно низак водостај, што привлачи велики број купача. Током летње сезоне постоји организован превоз чамцима, а поред купача, острво посећује велики број риболоваца.